# 치티머샤어
치티머샤어(Chitimacha, /ˌtʃɪtɪməˈʃɑː/ 또는 /tʃɪtɪˈmɑːʃə/, Sitimaxa)는 역사적으로 미국 루이지애나주의 치티머샤족이 사용한 고립어이다. 1940년에 마지막 유창한 화자였던 델핀 듀클룩스(Delphine Ducloux)가 사망하면서 사멸되었다.

## 같이 보기
- 치티머샤족
- 로제타 스톤